# 한창훈
한창훈(1963년~ )은 대한민국의 소설가이다.

## 삶
전라남도 여수시에서 태어나 한남대학교 지역개발학과를 졸업했다. 여수시 거문도에서 태어났으며, 2017년 현재 고향에서 산다.
1992년 대전일보 신춘문예에 단편소설 〈닻〉으로 등단했다.
2003년에 민족문학작가회의 사무국장으로 일했다. 한국작가회의 젊은 작가 포럼 위원장과 고려대학교 문예창작학과 소설파트 강사를 맡은 적이 있다. 2017년 현재 한국작가회의 소설분과 위원장과 ‘대양을향하는작가들’ 대표를 맡고 있다.
1998년 《홍합》으로 제3회 한겨레문학상을 받았다.

## 작품 세계
한창훈 소설에 등장하는 인물들은 주로 서민들이고 그들의 삶에는 판타지나 어떤 낭만도 존재하지 않는다. 그들의 인생살이에는 리얼함이 존재한다. 그것이 한창훈 소설의 미덕이다. 자기의 고향과 자신이 발 딛고 살고 있는 바닷가 근처의 인생사를 소설의 모티브로 고집하는 그의 소설은 리얼리즘이 사라진 문학의 시대에 귀하다 할 수 있다.

### 장편소설
- 《네가 이 별을 떠날 때》(문학동네, 2018)
- 《순정》(책방, 2016) : 영화 《순정》의 원작 소설
- 《꽃의 나라》(문학동네, 2011)

### 소설집
- 《행복이라는 말이 없는 나라》(한겨레출판, 2016)
- 《그 남자의 연애사》(문학동네, 2013)
- 《홍합》(한겨레출판, 2009)

### 산문
- 《공부는 이쯤에서 마치는 거로 한다》(한겨레출판, 2017)
- 《한창훈의 나는 왜 쓰는가 》 (교유서가, 2015)